# 约翰·马尔卡希
约翰·马尔卡希（英語：John Mulcahy，1876年7月20日—1942年11月19日），美国前男子赛艇运动员。他曾代表美国参加1904年夏季奥林匹克运动会赛艇比赛，获得一枚金牌和一枚银牌。